# Frank Hutchison
Pour les articles homonymes, voir Hutchison.
Franck Hutchison (ou Frank Hutchinson) (20 mars 1891 - 9 novembre 1945) était un musicien américain de blues originaire de Logan en Virginie-Occidentale. Considéré comme le premier musicien blanc à avoir enregistré du blues. Son morceau célèbre reste Stagger Lee, ballade meurtrière, histoire basée sur un véritable meurtre perpétré à St Louis en 1895). Stagger Lee connut bien des versions, d'artistes de jazz, de rhythm & blues, Wilson Pickett, Nick Cave etc.

## Biographie
Frank Hutchison est un mineur de profession, anglo-américain par sa naissance. Il est connu pour jouer ses ballades et son blues avec sa guitare posée à plat sur les genoux et changeant la tonalité en faisant glisser un couteau le long des cordes. Son impressionnant talent fut partiellement formé par la musique d’un musicien noir handicapé nommé Bill Hunt, qui habitait près de chez lui, comme son autre voisin Henry Whitter.
Il fit sa renommée en jouant avec son voisin Dick Justice, autre guitariste de blues également mineur. Il achève sa carrière discographique en 1929, et dirige pendant un temps une épicerie à Lake, toujours en Virginie-Occidentale, et serait mort dans l’Ohio.